# 처녀자리 초은하단
처녀자리 초은하단(영어: Virgo Supercluster)은 처녀자리 은하단 및 우리 은하와 안드로메다 은하를 포함하는 국부 은하군이 포함된 은하의 집중 영역이다. 처녀자리 초은하단은 그보다 더 큰 라니아케아 초은하단의 일부이다. 적어도 100개의 은하군과 은하단이 처녀자리 초은하단의 직경인 약 33 메가파섹(약 1억 1,000만 광년) 내에 위치해 있다. 이것은 관측 가능한 우주에 있는 수백만 개의 초은하단들 중 하나이다. 또 처녀자리 초은하단은 처녀자리 SCl, 국부 초은하단 등으로 불린다.
2014년에 발표된 연구는 처녀자리 초은하단은 거대 인력체를 중심으로 하는 라니아케아 초은하단의 외곽임을 시사한다.

## 배경
1863년 윌리엄 및 존 허셜에 의한 첫 거대 성운 표본의 발표로 시작하여, 이곳은 처녀자리(은하 북극 가까이)의 과잉 성운 영역으로 표시된 영역으로 알려졌다. 1950년대, 프랑스계 미국인 천문학자 제라드 헨리 드 보클레르는 이 과잉 영역이 거대규모의 유사은하 구조에 해당될 것이라고 처음으로 주장했다. 그는 1953년 "국부 초은하"(Local Supergalaxy)라는 용어를 만들었고, 1958년 그는 국부 초은하를 "국부 초은하단"(Local Supercluster)으로 수정하였다.(할로우 섀플리는, 1959년 그의 저서 항성과 인간Of Stars and Men에서, 온 은하Metagalaxy라는 용어를 제시했다.) 1960년대와 1970년대에서는 국부 초은하단이 실제로 한 구조인지, 아니면 우연인지에 관한 논쟁이 벌어졌다. 1970년대 말에서 1980년대 초의 대규모 적색편이 조사를 통해 초은하면을 따른 은하들의 평면 집중 분포를 납득할 수 있도록 보이게 되면서 이 문제는 해결되었다.

## 구조
R. 브렌트 툴리는 종합적인 1982년 논문에서 국부 초은하단의 기본 구조에 관한 자신의 연구의 결론을 기재했다. 국부 초은하단은 두 개의 구성요소로 구성되어 있는데, 하나는 초은하단의 밝은 은하 3분의 2를 차지하는 눈에 띄게 평탄한 원반이고, 다른 하나는 남은 밝은 은하를 차지하는 거의 구모양의 헤일로이다. 원반 그 자체는 얇은(~1 Mpc) 장축과 단축의 비가 적어도 6 대 1에서 아마 최대 9 대 1인 타원이다. 2003년 6월, 5년 간 행해진 2도 영역 은하 적색편이 탐사(Two-degree-Field Galaxy Redshift Survey, 2dF)에서 공개된 데이터는 천문학자들이 국부 초은하단과 다른 초은하단을 비교할 수 있도록 해주었다. 국부 초은하단은 전형적인 결핍된(고밀도의 핵이 없는) 꽤 작은 크기의 초은하단이다. 이 초은하단은 은하들의 필라멘트와 결핍된 은하군들에 의해 둘러싸여 있는 하나의 부유한 은하단을 중심에 두고 있다. 국부 은하군은 국부 초은하단의 화로자리 은하단에서 처녀자리 은하단까지 뻗어있는 작은 필라멘트의 외곽에 위치해있다. 초은하단의 부피는 국부 은하군의 부피의 대략 7000 배로, 우리 은하의 부피의 1000억 배이다.

## 은하 분포
처녀자리 초은하단 내의 은하의 개수밀도는 처녀자리 은하단 근처의 중심으로부터 거리의 제곱에 따라 감소한다. 이는 은하단이 무작위적으로 분포하지 않음을 암시한다. 전반적으로, 압도적으로 밝은(-13등급보다 절대등급이 큰) 은하는 소수의 구름(은하단으로 구성된 구조)에 집중되어 있다. 그중 98 퍼센트는 사냥개자리, 처녀자리 은하단, 처녀자리 II(남쪽으로 뻗음), 사자자리 II, 처녀자리 III, 크레이터(NGC 3672), 사자자리 I, 작은 사자자리 (NGC 2841), 용자리(NGC 5907), 공기펌프자리(NGC 2997), NGC 5643, 이 11개의 구름에서 찾을 수 있다. 원반에 위치한 밝은 은하에 관해서, 3분의 1은 처녀자리 은하단에 위치해 있고, 남은 것들은 사냥개자리 구름과 처녀자리 II 구름에서 찾을 수 있다. 추가로 어느정도 대수롭지 않은 것들은 NGC 5643 은하군에서도 찾을 수 있다. 헤일로에 있는 밝은 은하들 또한 소수의 구름에(7개의 구름에 94%가) 집중되어 있다. 이 분포는 "초은하면의 부피 대부분이 거대한 빈공간"이라는 것을 보여준다. 도움이 될만한 비교로는 관측된 분포가 비눗방울의 구조와 비슷하다는 것이 있다. 평평한 은하단과 초은하단은 우주에서 거대하고(직경이 20~60 Mpc 정도) 거의 구모양의 공동인, 거품의 겉이 맞닿는 지점에서 발견된다. 긴 필라멘트 구조가 많은 것으로 보인다. 그 예로 처녀자리 초은하단과 가장 가까운 초은하단으로 대략 30 Mpc에서 60 Mpc의 거리까지 뻗어있는 바다뱀자리-센타우루스자리 초은하단이 있다.

## 우주론

### 대규모 운동
1980년대 말부터 국부 은하군 뿐만 아니라 모든 물질 역시 적어도 50 Mpc 거리의 직각자자리 은하단(에이벨 3627) 방향으로 600 km/s의 속력으로 대량 이동 중임을 알게되었다. 린든-벨 등은 1988년에 이 원인을 "거대 인력체(Great Attractor)"라고 별명을 붙였다. 천문학자들은 우주배경복사를 통해 측정한 처녀자리 초은하단의 속력을 확신하고 있지만, 그런 일을 일으키는 원인에 대한 이해는 형편없다.

### 암흑물질
처녀자리 초은하단의 총 질량은 대략 태양의 1015 배이고, 총 광도는 태양의 3조 배이다. 이는 태양의 300 배(태양질량/태양광도 = 1)에 해당되는 질량 대 빛의 비를 산출한다. 이 수치는 다른 초은하단에서 얻은 결과와 일치한다. 그에비해, 우리 은하의 질량 대 빛의 비는 우리 은하의 절대등급이 -20.9, 은하수의 질량이 태양 질량의 1.25조 배, 태양의 절대등급이 4.83등급일 때 63.8이다. 이 비는 암흑물질의 존재를 뒷받침하는 주요한 인자 중 하나다. 만약 암흑물질이 존재하지 않는다면, 우리는 훨씬 더 작은 질량 대 빛의 비율을 기대해야 했을 것이다.

## 같이 보기
- 에이벨 목록
- 초은하단
- 은하 필라멘트
- 우주의 대규모 구조